# Уинитс, Даниэль
Даниэлли Винитсковски де Азеведу (порт. Danielle Winitskowski de Azevedo), наиболее известная как Даниэлли Винитс (порт. Danielle Winits; род. 5 декабря 1973, Рио-де-Жанейро) — бразильская актриса

.

## Карьера
С 1993 года Винитс снимается в кино и на телевидении. Она наиболее известна ролями в телесериалах «Золотое тело» (1998), «Уга Уга» (2000), «Клон» (2001), «Кубанакан» (2003), «Страницы жизни» (2006), «Любовь к жизни» (2013) и «Совершенно бесподобная» (2015).

## Личная жизнь
С 24 ноября 2016 года Винитс замужем в третий раз за актёром Андре Гонсалвесом. У неё есть два сына — Ноа Винитсковски Дос Рейс (род. 19 декабря 2007) от первого брака с Кассиу Рейсом (были женаты с 2005 по 2010 год) и Гай Винитсковски Фаро (род. 28 апреля 2011) от второго брака с актёром Жонатасом Фару (были женаты с 2010 по 2011 год).

## Избранная фильмография
| Год  |   | Русское название | Оригинальное название | Роль  |
| ---- | - | ---------------- | --------------------- | ----- |
| 2001 | с | Клон             | O Clone               | Ширли |